# 瑟贡扎克
瑟贡扎克（法語：Segonzac，法語發音：[səɡɔ̃zak]）是法国夏朗德省的一个市镇，位于该省西部，属于干邑区。

## 地理
瑟贡扎克（45°37'2"N, 0°13'8"W）面积35.19 平方千米，位于法国新阿基坦大区夏朗德省，该省份为法国西部内陆省份，北起德塞夫勒省和维埃纳省，东临上维埃纳省，东南至多尔多涅省，南至多爾多涅省，西接滨海夏朗德省。
与瑟贡扎克接壤的市镇（或旧市镇、城区）包括：昂雅克香槟、夏朗德堡、让萨克拉帕吕、瑞亚克勒科克、圣梅姆莱卡里耶尔、圣普勒伊、曼克斯-贡德维尔、利涅尔-昂布勒维尔。

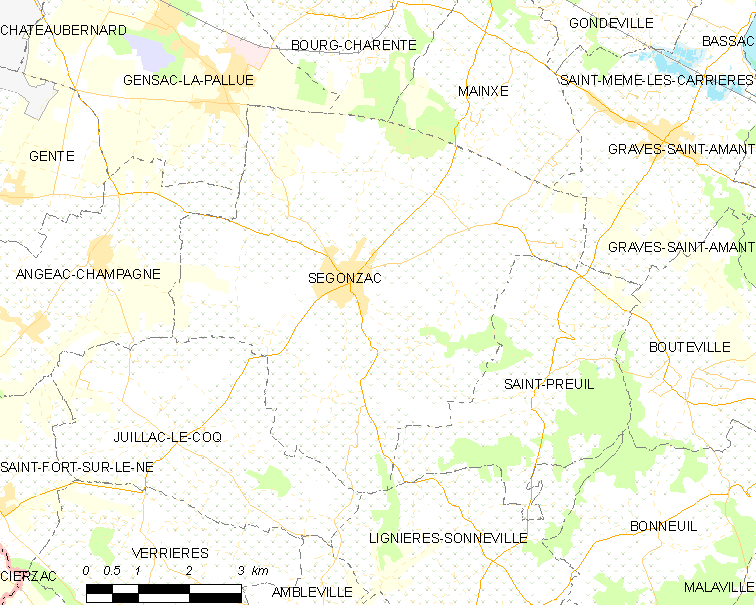
瑟贡扎克的OSM定位图

瑟贡扎克的时区为UTC+01:00、UTC+02:00（夏令时）。

## 行政
瑟贡扎克的邮政编码为16130，INSEE市镇编码为16366。

## 政治
瑟贡扎克所属的省级选区为夏朗德-香槟县。

## 人口

1962-2008年间瑟贡扎克人口变化图示

瑟贡扎克于2022年1月1日时的人口数量为2093人。